# Tram van Le Mans

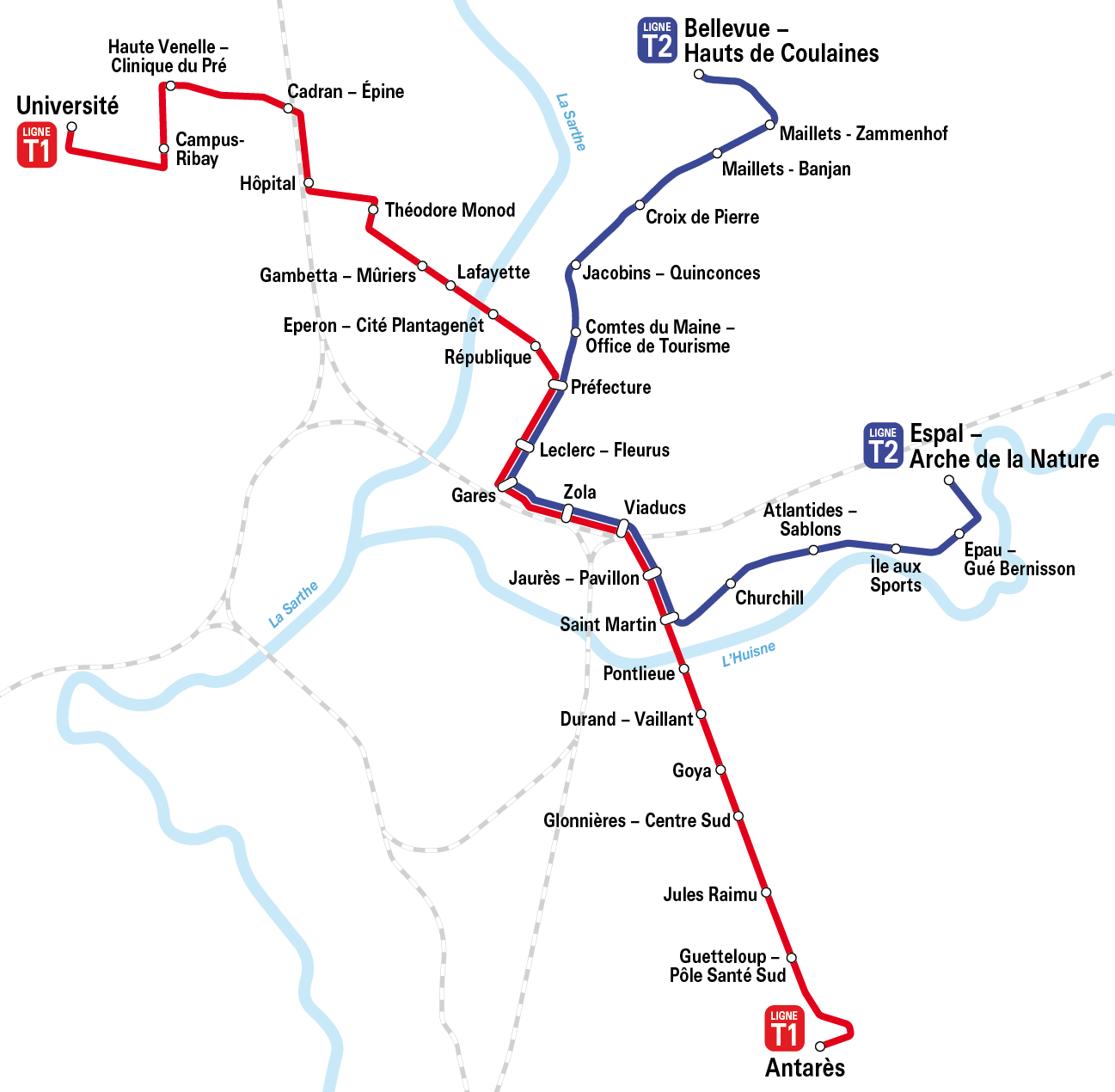

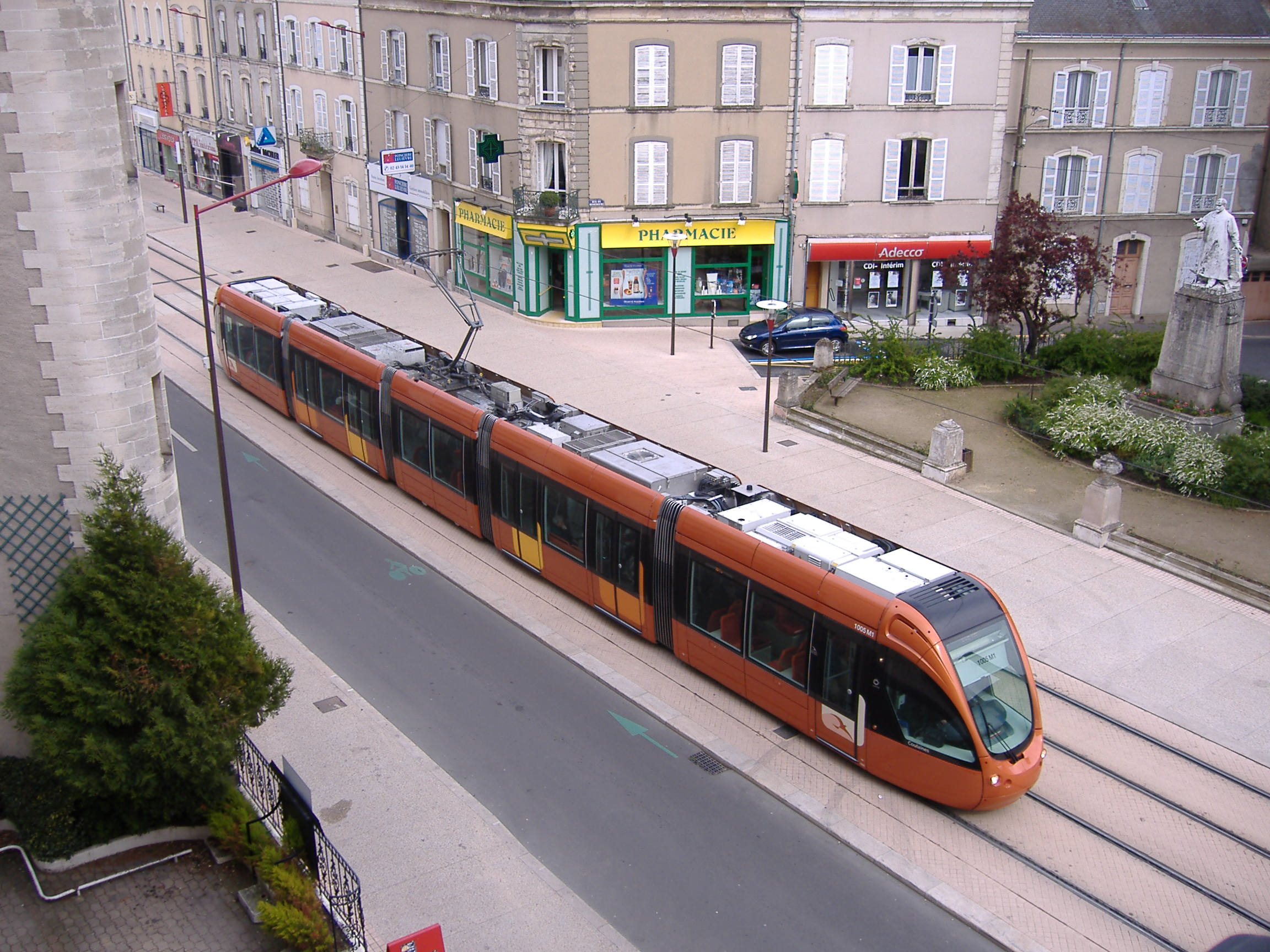
Tram op de Avenue du Général Leclerc

De tram van Le Mans is een tramnetwerk in de Franse stad Le Mans dat op 17 november 2007 werd geopend. De exploitatie wordt verzorgd door de SETRAM.

## Materieel
Voor de dienst zijn 23 trams van het type Citadis 302 afgeleverd door Alstom. Elke tram draagt naast een wagenparknummer (01-23) een naam:
- Voertuig 01 : Désir
- Voertuig 02 : Le Mans Métropole
- Voertuig 03 : Allonnes
- Voertuig 04 : Arnage
- Voertuig 05 : Coulaines
- Voertuig 06 : La Chapelle-Saint-Aubin
- Voertuig 07 : Le Mans
- Voertuig 08 : Mulsanne
- Voertuig 09 : Rouillon
- Voertuig 10 : 24 Heures du Mans
- Voertuig 11 : Sargé-lès-Le-Mans
- Voertuig 12 : Yvré-l'Evêque
- Voertuig 13 : Plantagenêt
- Voertuig 14 : Bérengère
- Voertuig 15 : Bollée
- Voertuig 16 : Wilbur Wright, Hunaudières
- Voertuig 17 : MUC 72
- Voertuig 18 : Trouvé-Chauvel
- Voertuig 19 : Arche De La Nature
- Voertuig 20 : MSB
- Voertuig 21 : Pays de la Loire
- Voertuig 22 : Sarthe-Huisne
- Voertuig 23 : Cénomane
- voertuig 24 : Dominique Niederkom
- voertuig 25 :